# Кииков, Гарифулла Мухаметгалиевич
Гарифулла́ Мухаметгали́евич Кии́ков (баш. Ғәрифулла Мөхәммәтғәли улы Кейеков, тат. Гарифулла Мөхәммәтгали улы Киеков, тат. Гарифулла Чокрый; 1861—1918) — башкирский и татарский поэт-просветитель, публицист, учёный-историк, сын известного поэта Гали Чокрыя.

## Биография
Родился 4 апреля 1861 года в деревне Старочукурово Татышлинской волости Бирского уезда Оренбургской губернии (ныне Татышлинский район). Происходил из башкирского дворянского рода Кииковых.
Обучался в медресе своего отца, а также в медресе городов Казани и Касимова.
В 1882—1889 годах служил в рядах царской армии, а после демобилизации переселился в деревню Старый Курдым родной волости. Здесь Гарифулла Мухаметгалиевич открывает джадидистское медресе и был главой Мусульманского духовенства Бирского уезда.
В сентябре 1918 года казнен красноармейцами.

## Творческая деятельность
Подготовил и издал две книги в Казани на старотатарском языке, одна из которых является сборником стихов — «Поэтическая книга для детей, или Рифмы для детей» (в оригинале «Диуани сыбьян, йэки Кафияти сыбьян», 1903), а другая посвящена жизни и творчеству Гали Чокрыя — «Источник удовлетворения, или Хезретовский родник в Курдымово» (в оригинале «Гайн әр-риза китабы: Хәзрәт чишмәсе йәки Күрдем чишмәсе», 1900).
Выступал за светское образование детей и преподавание на родном языке.

Написал историю башкир, которая в его годы жизни не была опубликована и сохранилась частично в рукописном виде. В периодической печати и сборнике «Языковое состязание „Шуры“» им было опубликовано несколько просветительских статей, причем в одной из них впервые в национальной публицистике ставится вопрос о защите законных прав башкирского языка. Но всё же, большая часть письменного наследия просветителя осталась в рукописном виде (например, «Башкиры», «Общественные порядки», «Родословная башкир Юмран-Табынской волости» и другие). В новонайденных рукописях одно из ведущих мест занимает проблема вотчинных башкирских земель. Автор с горечью пишет о колонизации Башкирии, упоминает российские законы о земле, изданные в 1818, 1823 и 1865 годах, и раскрывает их реакционную сущность, например, касаясь территории, занимаемой башкирами из племени Ирэкте, он пишет: 
«Наши родственники — ирактинцы из нынешнего Минзелинского района с помощью соседних родов также получили грамоту (на владение землей) от российских правителей. Грамота составлена 16 января 1817 года, напечатана и включена в тетрадь „Межавая книга“ в августе 1837 года»
В первом десятилетии XX века Г. Кииков проводил комплексное археографическое обследование отдельных деревень северной части Башкортостана. Его рукопись названная «О башкирах. Перевод с русского» содержит много достоверных исторических сведений, в которой он пишет про записи арабских путешественников Ахмеда ибн Фадлана, Идриси, Ибн Сагида и Димашки о башкирах и описывает границы древней Башкирии.

## Труды
- Гайн әр-риза китабы: Хәзрәт чишмәсе йәки Күрдем чишмәсе. – Казан, 1900. – 52 б.
- Кииков Г. Диван-и сыбъян, яки Кафият-и сыбъян. Казан, 1903.
- Кииков Г. История башкир и родословие ирактинцев. На башкирском языке. Научно-популярное издание. Уфа. ИИЯЛ УНЦ РАН. 2011 г. 112 с.

## Память
В литературно-краеведческом музее Центра детского творчества села Верхние Татышлы Татышлинского района Башкортостана созданы экспозиции, посвященные Гарифулле Киикову и его отцу Гали Сокорою.